# Heralt Semenec z Kunštátu a Lysic

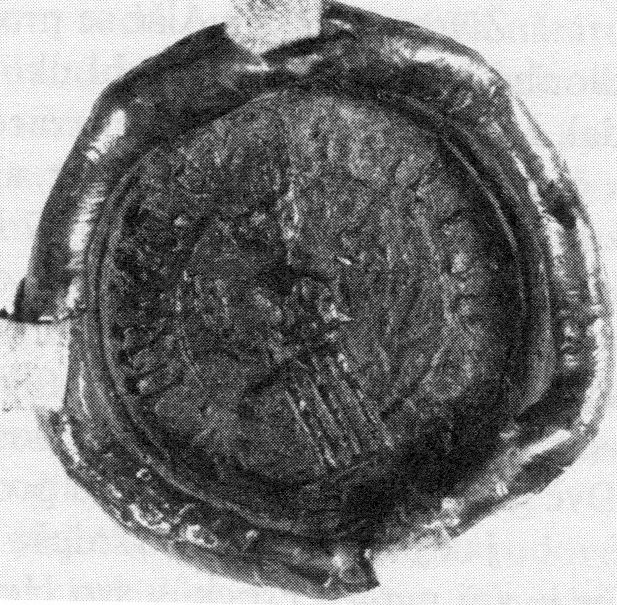
Pečeť Heralta Semence z Kunštátu - rok 1416

Heralt Semenec z Kunštátu a Lysic byl moravský šlechtic z rodu pánů z Kunštátu. 

## Život
Jeho otcem byl Procek z Kunštátu a Rychvaldu.    
První písemná zmínka o Heraltovi pochází z roku 1397. Nebyl příliš výraznou osobností a byl i v dospělém věku ve stínu svého otce. Z jeho područí vystoupil v roce 1420, kdy koupil vsi Šváby a Pornice, kde stála tvrz, po které se začal psát. Na novém zboží zajistil své manželce Anně z Haslau věno.    
Po husitských válkách se musel dohodnout s Janem z Lomnice, který užíval dříve zabavené lysické panství, aby mu je vrátil.    
Naposledy se Heralt uvádí v roce 1448 a jeho dědicem se stal jeho jediný syn Jan z Kunštátu a Lysic, zvaný Heník, o kterém jsou strohé informace. Ten otce dlouho nepřežil a v roce 1451 či krátce na to zemřel jako poslední příslušník lysické větve rodu. Lysice zdědil Procek z Kunštátu a Opatovic z líšnické rodové větve.   